# فرضیه‌های تکوین
فرضیه‌های تکوین نام یک کتاب ادبی است که توسط هانری پوانکاره، نویسندهٔ اهل فرانسه نوشته شده‌است.